# Keydomar Vallenilla
Keydomar Giovanni Vallenilla Sánchez (La Guaira, Venezuela, 8 de octubre de 1999) es un deportista olímpico venezolano que compite en halterofilia, que consiguió la medalla de plata en los Juegos Olímpicos de Tokio 2020 en la categoría de 96 kg al levantar 387 kg.
Obtuvo una medalla de bronce en los Juegos Panamericanos de 2019 en la categoría de 96 kg.

## Palmarés internacional
| Juegos Olímpicos     | Juegos Olímpicos | Juegos Olímpicos  | Juegos Olímpicos |
| Año                  | Lugar            | Medalla           | Categoría        |
| -------------------- | ---------------- | ----------------- | ---------------- |
| 2020                 | Tokio (Japón)    | Medalla de plata  | 96 kg            |
| Juegos Panamericanos |                  |                   |                  |
| Año                  | Lugar            | Medalla           | Categoría        |
| 2019                 | Lima (Perú)      | Medalla de bronce | 96 kg            |
| 2023                 | Santiago (Chile) | Medalla de oro    | 89 kg            |

Medallista de Bronce en la categoría de 96 kg Mundial de Halterofilia Uzbekistán 2021.
Campeón en la categoría de 89 kg Mundial de Halterofilia Colombia 2022.
Medallista de Bronce en la categoría de 89 kg Mundial de Halterofilia Arabia Saudita 2023.